# Église Saint-Sava de Mol
Pour les articles homonymes, voir Église Saint-Sava.
L'église Saint-Sava de Mol (en serbe cyrillique : Црква Светог Саве у Молу ; en serbe latin : Crkva Svetog Save u Molu) est une église orthodoxe serbe située à Mol, dans la province autonome de Voïvodine, dans la municipalité d'Ada et dans le district du Banat septentrional en Serbie. Elle est inscrite sur la liste des monuments culturels de grande importance de la république de Serbie (identifiant no SK 1084).

## Présentation
L'église Saint-Sava a été construite entre 1808 et 1824 dans un style baroque auquel se mêlent des éléments classicisants. Elle est constituée d'une nef allongée prolongée par une abside demi-circulaire tandis que la zone du chœur forme une légère saillie rectangulaire sur le corps du bâtiment. L'église est dotée d'une voûte en berceau.
La façade occidentale est dominée par un clocher à deux étages flanqué d'un pignon massif avec des extrémités en volutes et décoré de guirlandes profilées. À l'étage inférieur, au-dessus de la porte principale, se trouvent quatre pilastres avec des chapiteaux ainsi qu'un fronton triangulaire.
L'église abrite l'une des iconostases les plus richement sculptées de Voïvodine ; cette iconostase porte également la signature de trois peintres peintres qui figurent parmi les plus importants de cette région : Arsa Teodorović, Nikola Aleksić et Novak Radonjić. Aleksić a été engagé en 1831-1832 pour retoucher et restaurer le travail accompli par Teodorović peu de temps auparavant ; il a donné un tour plus classique à l'œuvre de son maître considéré comme un peintre essentiellement baroque ; en plus des icônes du premier étage de l'iconostase, Nikola Aleksić est également l'auteur des fresques de la voûte. En 1854, Novak Radonjić a reçu une commande pour la peinture des « portes royales » et pour les icônes des trônes ; portraitiste, Radonjić a marqué de son style romantique ses réalisations pour l'église de Mol.